# Sukapura (Sragi)
Sukapura is een bestuurslaag in het regentschap Lampung Selatan van de provincie Lampung, Indonesië. Sukapura telt 4077 inwoners (volkstelling 2010).